# Italská renesanční literatura
Italská renesanční literatura je literatura, která vznikla na přelomu 13. a 14. století v Itálii.

## Autoři
Dante Alighieri
Tento renesanční autor se narodil roku 1265 ve Florencii. A zemřel 1321.Byl to kritik tehdejší doby. Proto ho vyhnal papež z Itálie. Žil 20 let v exilu. Jeho nejvýznamnější dílo bylo Božská komedie.
Giovanni Boccaccio
Narodil se roku 1313 v Paříži, ale jeho rodina se stěhuje zpět do Itálie. Byl to zakladatel novodobé prózy. Jeho největší dílo bylo Dekameron.

Francesco Petrarca
Tento renesanční básník se narodil roku 1304 ve Florencii. Už v mládí se za své kritické názory proti církvi odstěhoval z Florencie do Avingnonu. Jeho nejznámější dílo je sborník poezie Sonety Lauře.
Lodovico Ariosto

Torquato Tasso
Jeho nejvýznamnějším dílem je epos Osvobozený Jeruzalém – skladba s motivem křižáckých výprav. Mezi jeho další díla patří také již méně známý poetický román Rinaldino (1562) nebo kniha nazvaná Dialogy, kde autor rozpráví se svým fiktivním přítelem, či pastýřský román Aminta
Niccolo Machiavelli